# Droga nr 667 (Izrael)
Droga regionalna nr 667 (hebr. כביש 667) – droga regionalna położona na północy Izraela. Przebiega ona przez Wzgórza Gilboa.

## Przebieg
Droga nr 667 przebiega przez Poddystrykt Jezreel w Dystrykcie Północnym Izraela. Biegnie południkowo z północy na południowy wschód przez Wzgórza Gilboa.

### Wzgórza Gilboa
Swój początek bierze na skrzyżowaniu z drogą nr 675 przy ośrodku sportowym Ski Gilboa Center. Jadąc drogą nr 675 na zachód dociera się do kibucu Jizre’el na krawędzi Doliny Jezreel, lub na północny wschód zjeżdża się do skrzyżowania z drogą nr 71 w Dolinie Charod. Natomiast droga nr 667 kieruje się na południowy wschód, by po około kilometrze dotrzeć do skrzyżowania z lokalną drogą prowadzącą na południe do wioski Gan Ner. Droga omija tutaj od strony północnej wzgórze Ma’ale Nurit (131 metrów n.p.m.) we Wzgórzach Gilboa. Następnie droga wjeżdża na przełęcz pomiędzy położonymi na południu szczytami Har Giborim (400 m n.p.m.) i Giwat Chochit (370 m n.p.m.) a na północy Har Saul (302 m n.p.m.). Droga prowadzi tutaj przez zalesiony obszar Rezerwatu przyrody Gilboa. W odległości mniejszej niż 1 km na południe przebiega mur bezpieczeństwa oddzielający terytorium Izraela od Autonomii Palestyńskiej. Następnie droga dociera do najwyższej środkowej części Wzgórz Gilboa. Omija od północy szczyty Har Lapidim (434 m n.p.m.) i Har Barkan (497 m n.p.m.). Droga tutaj wykręca na południe i mija położona po stronie zachodniej szczyty Har Achina’am (451 m n.p.m.) i Har Jicpor (475 m n.p.m.) oraz po stronie wschodniej Har Gefet (318 m n.p.m.). Kawałek dalej dociera się do skrzyżowania z drogą nr 6666. Można ją zjechać do Doliny Charod do skrzyżowania z drogą nr 669 pomiędzy kibucami Bet Alfa i Nir Dawid. Natomiast nasza główna droga prowadzi dalej na południe, mija szczyt Micpe Gilboa (500 m n.p.m.) i dociera do kibucu Ma’ale Gilboa. Droga opuszcza tutaj tereny zalesione i jedzie samą krawędzią klifu górskiego Matlul Awinadaw (383 m n.p.m.) i dociera do szczytu Har Awinadaw (440 m n.p.m.) na którym jest położony kibuc Meraw. Potem omija od wschodu szczyt Har Malkiszua (536 m n.p.m.) i wykręcając na wschód zjeżdża do Doliny Bet Sze’an.

### Dolina Bet Sze’an
Droga kończy swój bieg na skrzyżowaniu z drogą nr 90. Jadąc nią na północ dojeżdża się do moszawu Sede Terumot, lub na południe do przejścia granicznego Bardala.